# U-Man
U-Man (Meranno) es un personaje que aparece en los cómics estadounidenses publicados por Marvel Comics.

## Historial de publicaciones
U-Man aparece por primera vez en Invaders #3 (noviembre de 1975), creado por Roy Thomas y Frank Robbins.

## Biografía ficticia
Meranno es un guerrero y científico atlante. Como el héroe Namor el Sub-Marinero, es miembro de la raza atlante Homo mermanus. Se revela en flashback que Meranno despreciaba a Namor cuando eran niños, y en la edad adulta se alía con la Alemania nazi. Aún consumido por el odio por Namor, el personaje revela la ubicación de la ciudad de Atlantis a las fuerzas alemanas, que destruyen la flota atlante y ponen al entonces emperador Thakorr en coma. Thakorr es sucedido por Namor, quien exilia a Meranno de Atlantis por traición.
Meranno adopta el alias de U-Man y se somete voluntariamente a los procedimientos nazis que aumentan su tamaño y fuerza. Uniéndose a una flota de submarinos, U-Man causa estragos en la flota aliada hasta que es derrotado por el equipo de superhéroes los Invasores. El personaje reaparece en una historia de dos partes en el título Marvel Two-In-One, y con los aliados nazis Brain Drain, Hombre Supremo y Sky Shark, planea sabotear la ciudad de Nueva York con una nueva súper arma. El plan, sin embargo, se ve frustrado por el viaje en el tiempo del miembro de Los 4 Fantásticos, Thing y la Legión Libertad.
U-Man reaparece en el título Invaders bajo el control mental de la espía japonesa Lady Lotus, y lucha contra el grupo de adolescentes Kid Commandos y los Invaders y se une al grupo nazi Super-Axis para una confrontación final con el equipo de superhéroes.
U-Man aparece en el Universo Marvel moderno durante la historia de Atlantis Ataca, y aparece en un anual de los Vengadores, con su compañero enemigo de Namor, Attuma, en un ataque al mundo de la superficie. El personaje se convierte en un aliado reacio en el título Vengadores, ayudando al equipo de superhéroes, los héroes canadienses Alpha Flight y el grupo soviético del Protectorado del Pueblo en la prevención de un holocausto nuclear.
Un número de la serie limitada New Invaders revela en un flashback que U-Man violó a Lady Lotus en represalia por su control mental anterior. Lady Lotus finalmente da a luz a su hija Nia Noble.

## Poderes y habilidades
Como atlante, Meranno puede respirar y moverse libremente bajo el agua, y sobrevivir por un período indefinido en tierra. Cortesía de la ciencia nazi, el personaje tiene una fuerza sobrehumana, durabilidad y resistencia. También fue entrenado en las artes de la guerra.